# Mosson, Côte-d'Or
Mosson este o comună în departamentul Côte-d'Or, Franța. În 2009 avea o populație de 90 de locuitori.

## Evoluția populației
| An        | 1975 | 1982 | 1990 | 1999 | 2006 | 2009 |
| --------- | ---- | ---- | ---- | ---- | ---- | ---- |
| Populație | 87   | 84   | 81   | 87   | 87   | 90   |